# 別府樂天地纜索線

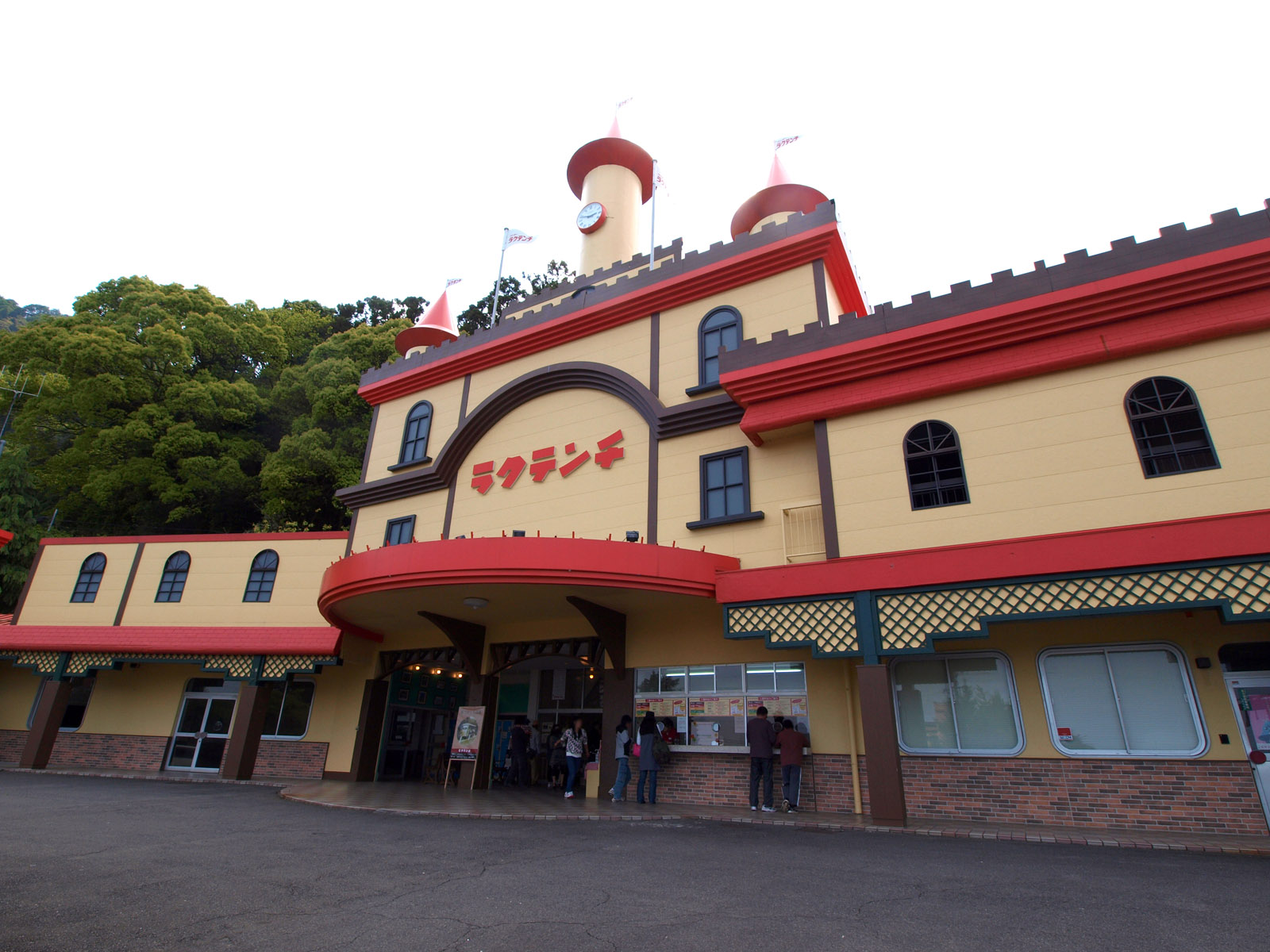
雲泉寺站（樂天地下站）

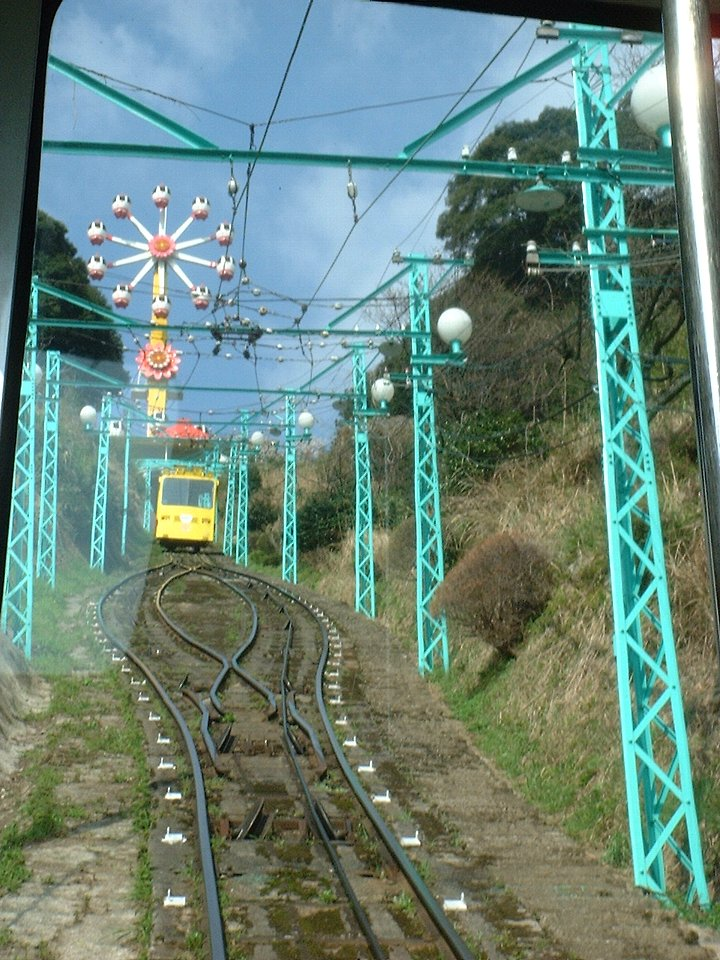
中間地點（翻新前）

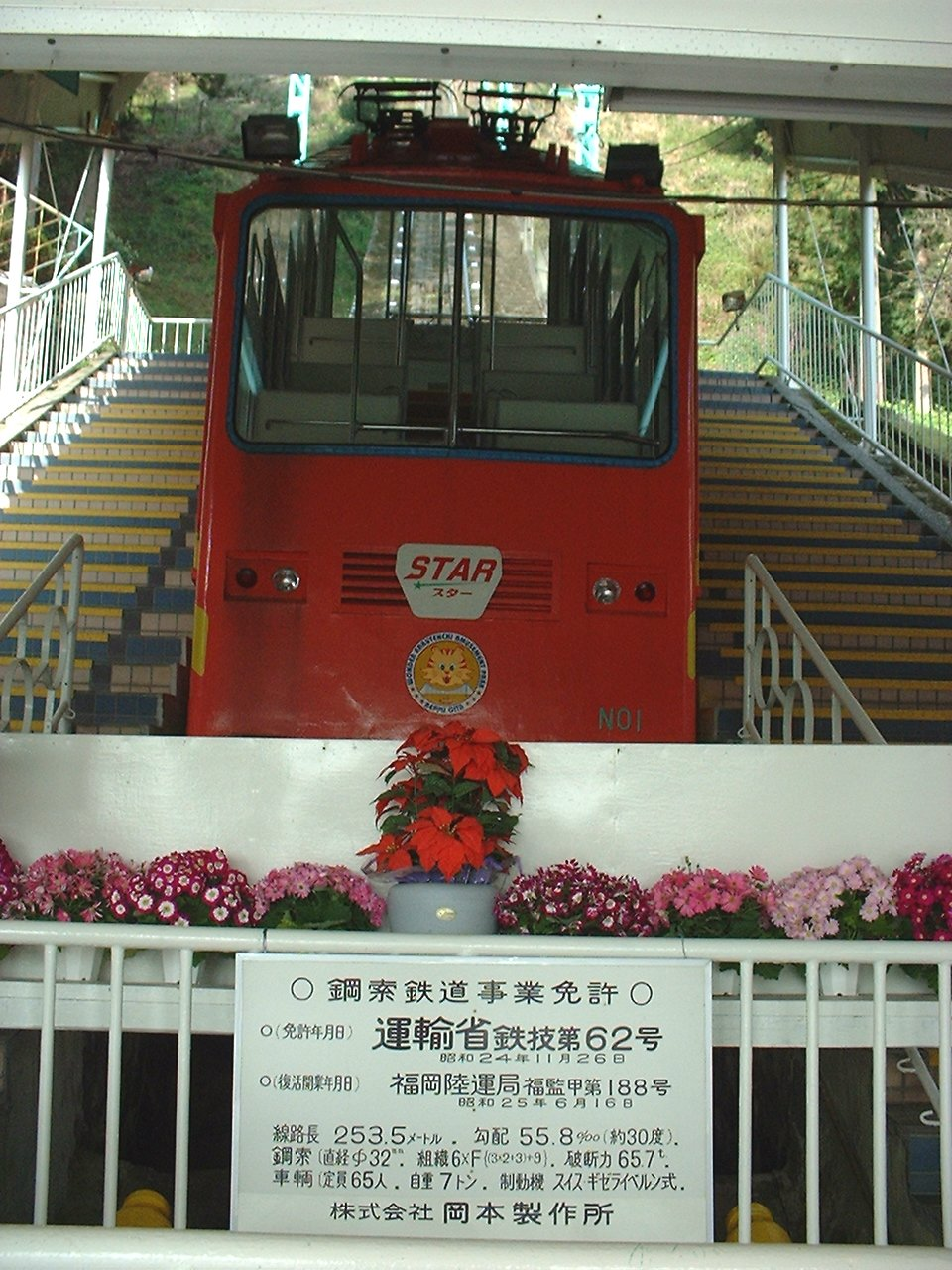
鐵路事業許可証和翻新前的車輛（星星號。雲泉寺站）

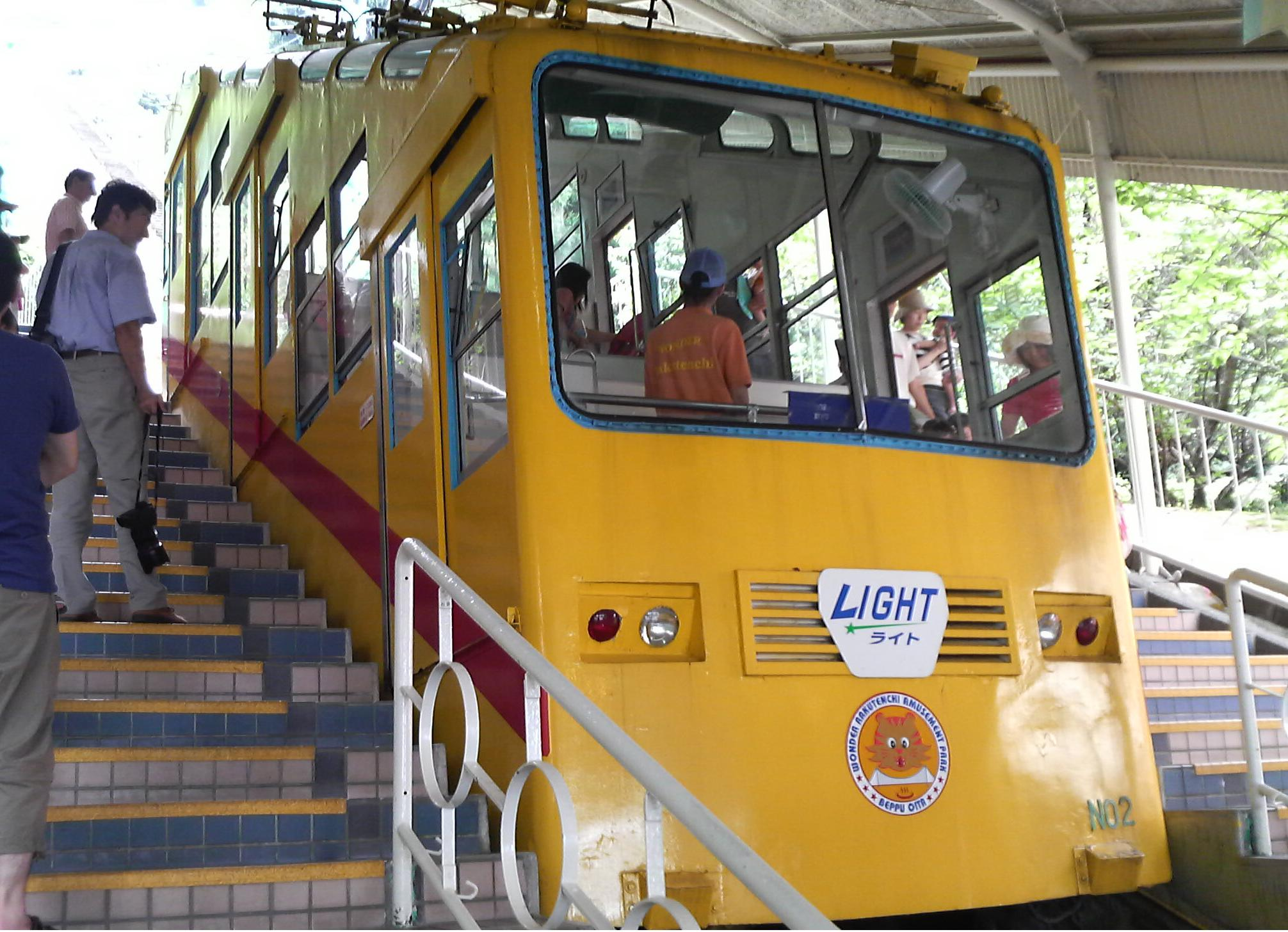
翻新前的車輛（光號）

別府樂天地纜索線（日语：／ Beppu Rakutenchi Kēburu-sen */?）是一條連接大分縣別府市雲泉寺站（樂天地下站）至乙原站（樂天地上站）之間，由株式會社樂天地營運的纜索鐵路。

## 路線數據
- 路線距離（營業距離）：0.3公里（實際距離：253.5米）
- 方式：單線2輛交替行走
- 軌距：1067毫米
- 車站數目：2個（包括起終點站）
- 最大坡度：558‰
- 最小坡度：480‰

## 概要
鐵路是在大分縣別府市立石山山腰的樂園「樂天地」中運送遊客進入樂園的纜索鐵路。由營運樂園的公司株式會社樂天地經營。
樂園「樂天地」和纜索鐵路在1929年（昭和4年）開幕。在1954年（昭和29年）起由別府國際觀光營運，後來由於經營困難，在2003年（平成15年）11月，整個樂園轉讓給一間以大阪市為總部，專注於製作和翻新遊樂設施，以及把遊樂場翻生的岡本製作所，樂園名稱改為「別府奇蹟樂天地」。但是後來由於入場人次繼續減少，在2008年（平成20年）7月，岡本製作所表示將會不再營運別府樂天地，如果沒有轉讓至其他公司，樂園會在8月尾結業。
同年8月18日前，總部位於大分縣大分市，從事房地產、觀光事業的九州觀光Home集團和岡本製作所兩者同意由九州觀光Home集團接管樂園。雖然樂園在9月1日以後會繼續營運樂園，但是在11月上旬，轉讓事業回到起點。在11月30日樂園暫停營業。雖然當時岡本製作所正在與另一家公司交涉有關樂園轉讓事交渉事宜，由於鐵道事業法，轉讓纜索鐵路比較困難，因此決定再次自行營運。並設定目標在在2009年（平成21年）的日本黃金周前重開樂園。最後比預定日期遲的7月18日，以「樂天地」的名稱翻新重開。同時，車輛的外觀參考了近鐵生駒纜車的車輛，把此路線的車輛外觀更換。
在2018年（平成30年）6月1日，岡本製作所的「樂天地」事業分拆為獨立公司「株式會社樂天地」，株式會社樂天地轉讓給當地的加油站公司西石油集團。

## 車輛
在2009年，車輛進行翻新，把車頭使用FRP裝飾，而車輛愛稱向公開招募。在2010年4月25日舉行命名儀式。在縣內外收集的694個名稱中，選出了愛稱為「夢號」（狗型）和「回憶號」（貓型）。在翻新前，1號車的愛稱為「星星號」，2號車的愛稱為「光號」。在別府國際觀光營運末期，1號車的愛稱是「白鳥」，2號車的愛稱是「熊貓」。
在2019年6月3日，「夢號」和「回憶號」結束運輸。2020年翻新完成後，「夢號」翻新為「讓我們努力玩吧！ 秘密基地」，「回憶號」翻新為「樂天地的回憶」。
車輛底盤是1951年製造。在2000年自從近鐵生駒纜索線寶山寺1號線的車輛（1928年製造）替換後，成為了擁有日本現役最古老的纜索車輛底盤。另外，車身在1974年替換了由Arna工機製造的新車身，後來在車頭進行裝飾時，沒有改變車身。

## 運行形態
每20分鐘一班，乘車時間為3分鐘。在多客時期會設有臨時班次。樂園休息日（除了假日、黃金周、暑假期間外，逢星期二休息）纜索鐵路也暫停服務。

## 車費
一般旅客不可只可乘坐纜索鐵路，乘坐鐵路時需要同時支付遊樂場入場費。但是有一個特例，就是在山頂一方的乙原居民與其有關人士（例如與居民同行的客人等）可只需支付車費便可乘車，變成一條一般的鐵路線。
從樂天地下方的「主門」進入樂園時，成人入場費1300日圓，小童600日圓，當中已經包含纜索鐵路來回車費。從樂天地上方的「乙原門」進入樂園時，成人入場費1100日圓，小童500日圓，當中不包含纜索鐵路來回車費，因此也不可以乘坐纜索鐵路。
在翻新前，纜索鐵路的車費被視為樂園的遊樂設施之一，當時在別府奇蹟樂天地時代，每一個遊樂設施遊玩一次的費用為300日圓，而纜索鐵路乘車一次（單程）的費用也是300日圓。或遊客可使用一張樂園乘物票乘坐一次（單程）。但是，一般遊客的入場費為600日圓（使用兩張樂園乘物票也可入場）。「B Toku Toku套票」中，四張樂園乘物票只需使用1000日圓。因此如果只乘坐纜索鐵路時，兩張用作入場費，剩下兩張用作來回乘車。

## 歷史
- 1927年（昭和2年）3月16日 - 鐵道許可發放給木村久太郎[9]。
- 1929年（昭和4年）9月21日 - 別府遊園地索道（由木村久太郎經營）雲泉寺至乙原之間開通[10]。
- 1930年（昭和5年）
  - 4月 - 公司成立[11]。
  - 9月7日 - 別府遊園鋼索鐵道公司變更[12]。
- 1944年（昭和19年） - 由於成為不要不急線而暫停服務。鐵軌會供出，車身的鐵皮也被剝光了。
- 1950年（昭和25年）6月16日 - 別府鋼索鐵道開始行走。
- 1954年（昭和29年）12月20日 - 轉讓給別府國際觀光。
- 2003年（平成15年）
  - 11月1日 - 樂園轉讓給岡本製作所。
  - 11月25日 - 由於進行改裝而暫停服務。
- 2004年（平成16年）3月21日 - 樂園重開，鐵路重開。
- 2008年（平成20年）
  - 8月18日 - 經過兩者同意後，包含纜索線，別府奇蹟樂天地事業轉讓給九州觀光Home集團（但是11月5日事業轉讓計劃撤回）。
  - 12月1日 - 別府奇蹟樂天地暫停營業。同時纜索線暫停服務。
- 2009年（平成21年）7月18日 - 樂天地重開。同時纜索線重開。
- 2018年（平成30年）6月1日 - 岡本製作所公司分拆株式會社樂天地，該公司轉讓給西石油集團[4]。

## 車站列表
雲泉寺（日语：／）站（樂天地下站） –  乙原（日语：／）站（樂天地上站）
在國土交通省申報的站名中，均以當地的地名而命名，即是雲泉寺站和乙原站。但是在現場不會看見這些站名，在旅客資訊上也不會出現。在時間表中，山腳一方的雲泉寺站名為樂天地下站，山頂一方的乙原站を名為樂天地上站。

## 接續路線
在雲泉寺站（樂天地下站）可轉乘龜之井巴士或的士前往JR九州日豐本線的別府站。需時5分鐘（的士）/12分鐘（巴士）。

## 注腳
1. ↑  . 大分合同新聞. 2009-01-31. （原始内容存档于2009-02-27） （日语）.
2. ↑  「憩いの広場」でラクテンチ再生　岡本製作所　ＧＷ前再開へ　別府[]（日語） 西日本新聞 2009年1月31日
3. ↑  . 岡本製作所. 2018-06-01  [2018-07-12] （日语）.[]
4. 1 2  . 大分合同新聞. 2018-06-02  [2020-09-07]. （原始内容存档于2018-07-15） （日语）.
5. ↑  . 大分合同新聞. 2010-04-26. （原始内容存档于2010-05-05） （日语）.
6. ↑  別府ラクテンチのケーブルカー「犬のドリーム号」・「猫のメモリー号」の運転終了 （页面存档备份，存于）（日語） - 鐵道迷・railf.jp 鐵道新聞，2019年6月3日發表
7. ↑  ケーブルカーのデザインがリニューアルしました！ （页面存档备份，存于）（日語） - 別府樂天地，2020年09月17日發表
8. 1 2  料金・前売りチケット （页面存档备份，存于）（日語） - 別府樂天地，2020年9月6日參閲
9. ↑  「鉄道免許状下付」《官報》1927年3月19日（國立國會圖書館數碼化收藏）
10. ↑  「地方鉄道運輸開始」《官報》1929年10月3日（國立國會圖書館數碼化收藏）
11. ↑  《日本全国諸会社役員録. 第39回》（國立國會圖書館數碼化收藏）
12. ↑  《鉄道統計資料. 昭和5年度 第3編 監督》（國立國會圖書館數碼化收藏）

## 外部連結
- 別府樂天地（官方網站） （页面存档备份，存于）（日語）